# Trichoniscus brasiliensis
Trichoniscus brasiliensis là một loài chân đều trong họ Trichoniscidae. Loài này được Andersson miêu tả khoa học năm 1960.